# Parafia Podwyższenia Krzyża Pańskiego w Korzeńsku
Parafia Podwyższenia Krzyża Pańskiego należy do dekanatu Prusice w archidiecezji wrocławskiej w Korzeńsku.

## Historia parafii
Parafię erygowano w XVII w. Księgi metrykalne prowadzone są od 1946 r. Ostatnią wizytację kanoniczną przeprowadził ks. bp Jan Tyrawa w 2003 r.

## Liczebność i obszar parafii
Parafię zamieszkuje 2 080 mieszkańców. Parafia obejmuje następujące miejscowości: Bartków (9 km), Chodlewo (2 km), Dębno (3 km), Garbce (4 km), Kąkolno (5 km), Laskowa (4 km), Ługi (8 km), Przywsie (4 km), Unisławice (7 km).

## Aktualny skład duszpasterzy
Proboszcz - ks. mgr Ryszard Ziółek, od 2001 r.;  Kan. hon. ex. num. Kap. Koleg.

## Kościoły i kaplice
- Korzeńsko - kościół pomocniczy pw. św. Jana Pawła II
- Ługi - kościół filialny pw. Wniebowzięcia NMP,
- Garbce - kaplica mszalna.

## Wspólnoty i Ruchy
Żywy Różaniec, Rada Parafialna, Katolickie Stowarzyszenie Młodzieży, Schola, Lektorzy, Ministranci.